# Archives de Nicanor
Les archives de Nicanor sont un ensemble de documents datés du Ier siècle, figurant sur des ostraca retrouvés en Égypte. Il s’agit principalement de reçus pour le transport de marchandises entre Coptos et Bérénice et entre Coptos et Myos Hormos. Ils s’échelonnent entre 6 avant J.-C. et 68 après J.-C., la plupart étant écrits durant les règnes de Tibère (14-37) et Claude (41-54).

## Présentation
Les ostraca des archives de Nicanor ont été publiés par Tait en 1930 et republiés en 2012 (O.Petr. Mus. 112-206). Ils constituent un des deux groupes principaux de la documentation au sujet de la ville de Bérénice au Ier siècle.
Soixante-quatre des quatre-vingt-cinq ostraca de Coptos publiés par Tait sont connectés avec la famille de Nicanor avec certitude, alors qu'on ne peut prouver l'appartenance à ce groupe pour seulement six d'entre-eux et que quinze ne peuvent pas être classés en raison de leur illisibilité partielle. Ces soixante-quatre ostraca forment une famille conventionnellement appelées « archives de Nicanor ». Le nom de Nicanor fils de Panes (Πανῆς) apparaît quarante-deux fois dans ces ostraca. Un de ses frères, Philostratos fils de Panes, y apparaît quarante-deux fois et Apollos, un autre de ses frères, n'y est cité qu'une seule fois. Deux fils de Nicanor, Peteharpocrates et Miresis, sont respectivement mentionnés onze et sept fois.

## Archives
Presque tous les ostraca se rapportant à cette famille sont des reçus écrits par diverses personnes qui reconnaissent à Nicanor ou à l'un de ses frères ou de ses fils, la livraison de certaines marchandises qui leur sont expédiées depuis Coptos. Comme tous les reçus accusent réception de marchandises livrées soit à Myos Hormos soit à Bérénice et chargées depuis Coptos, on peut conclure que le siège social de l'entreprise de transport de Nicanor était à Coptos et que ses caravanes opéraient sur les lignes qui reliaient Coptos aux ports de Myos-Hormos et de Bérénice, tous deux situés sur la mer Rouge.

## Nicanor et Marcus Iulius Alexander
Ce reçu a été remis à Nicanor par un agent du marchand Marcus Iulius Alexander :
ο̣υ̣ς Μ̣άρκου Ἰουλίου Ἀλεξάνδρου Νικάνο-

ρι Πανῆτος χαίρειν. ἔχω παρὰ σου̑ ἐπὶ Βε-

ρενείκης εἰς τὸν Μάρκου Ἰουλίου Ἀλε-

ξάνδρου του̑ ἐμου̑ κυρίου λόγον φάλανγας

φι̣λυρίνας ἑπτὰ (ἔτους) γ Τιβερίο̣υ̣ Κλα̣υδί̣ο̣υ

Κα̣ί̣σ̣α̣ρος Σεβαστου̑ Γερμαν̣ι̣κ̣ο̣υ̑ Αὐτοκ̣ρ̣ά̣-

τ̣ο̣ρ̣ο̣ς̣ Ἐπε <passage à une autre écriture>
 
Κόσμος Μάρκου Ἰ̣ο̣υ̣λ̣ί̣ο̣υ̣ Ἀλεξάν̣δ̣ρ̣ο̣υ̣

ἔχω τὰ προκίμενα.
(O.Petr. Mus. 173 = O.Petr. 267 = C.Pap. Jud. 2, 419c)
Traduction
« -ous, esclave de Marcus Iulius Alexander à Nicanor fils de Panes, salut.

J’ai reçu de ta part à Bérénice sur le compte de mon maître, Marcus Iulius Alexander,

7 poutres en bois de tilleul.
 
En l'an 3 de Tiberius Claudius César Augustus Germanicus Empereur, Epeiph 20. (écrit par une seconde main)

Moi, Kosmos, esclave de Marcus Iulius Alexander,

je détiens les produits susmentionnés ».
Par ce reçu, daté du 14 juillet 43 (an 3 de l'empereur Claude), un esclave de Marcus Iulius Alexander nommé Kosmos, reconnaît la livraison de poutres en bois de tilleul. Elles sont portées au compte (ou logos) de son maître.
Marcus Iulius Alexander est un parfait exemple de ces hauts personnages impliqués dans le commerce à travers le désert Oriental. Plusieurs de ses agents ou de ses esclaves apparaissent dans les ostraca. Membre d’une famille juive de premier plan établie à Alexandrie, son frère, Tiberius Julius Alexander était épistratège de Thébaïde au moment où ce reçu a été émis. C'est-à-dire qu'il dirigeait la région où ces échanges commerciaux ont eu lieu. Par la suite, il sera procurateur de Judée de 46 à 48 de notre ère, puis préfet d'Égypte. Son oncle, qui est donc aussi celui de Marcus est le philosophe Philon d'Alexandrie. Leur père, Alexander, Alabarque à Alexandrie, était chargé de la collecte des droits de douane. La richesse d'Alexander est proverbiale. Il est connu pour avoir payé le placage en argent et en or de neuf portes du Temple de Jérusalem,, à l’exception de la porte de Nicanor, (voir : l'inscription de Nicanor). Marcus lui-même a été marié sous le patronage de l'empereur à Bérénice, la fille du roi Agrippa Ier, à peine pubère, dès que Claude est parvenu au pouvoir avec l'aide d'Agrippa,,. Quelle que soit l’échelle de mesure, il s’agit de personnages de la plus haute société. Ce document établi que Marcus Iulius Alexander était donc encore vivant en 43. Il meurt à peu près au même moment qu'Agrippa (44) et Bérénice se retrouvant veuve est remariée à son oncle Hérode de Chalcis avec qui elle aura deux fils (Bérénicianus et Hyrcan). La mort de son deuxième époux en 48 provoquera son remariage avec Marcus Antonius Polemo II, roi client de Cilicie,, avant qu'elle devienne la maîtresse du futur empereur Titus, en 67, alors qu'il conduit une légion sous les ordres de son père, Vespasien, pour reconquérir la Galilée et la partie de la Batanée qui s'est révoltée : territoires appartenant au royaume d'Agrippa II, le frère de Bérénice.